# Georgius Calixtus
Georgius Calisto, Georgius Calixtus ou Calisen (Medelby, Schleswig,14 de dezembro de 1586 - 19 de março de 1656) foi um teólogo luterano alemão.

## Biografia
Calisto nasceu em Medelby, Schleswig. A partir de 1609, iniciou uma viagem a Alemanha, Bélgica, Inglaterra e França, para conhecer os principais reformadores. Em seu retorno, em 1614, foi nomeado professor de teologia na Universidade de Helmstedt pelo duque de Brunswick.
Calisto tentou criar tentou criar uma "teologia unificadora". Em 1613 ele publicou um livro, Disputationes de Praecipus Religionis Christianae Capitibus, que provocou a crítica hostil dos estudiosos ortodoxos luteranos. Em 1619 publicou seu Epitome theologiae, e alguns anos depois sua Theologia Moralis (1634) e De Arte Nova Nihusii. Os católicos romanos sentiam que estes livros apoiavam seu rito, já os luteranos os viam como uma grande ofensa, a tal ponto que induziram Statius Buscher a acusar o autor de estar inclinado ao catolicismo.
Mal refutara a acusação de Buscher, quando, por causa de sua intimidade com os teólogos reformados da conferência de Thorn (1645), e seu desejo de efetuar uma reconciliação entre eles e os luteranos, uma nova acusação foi levantada contra ele por Abraham Calovius (1612-1686), que seria um adepto do Calvinismo.
Desta forma, o seu grande objetivo de reconciliar a cristandade, removendo todas as diferenças sem importância, resultou em ele ser acusado de sincretismo por causa de seu espírito ecumênico com que tratava tanto católicos quanto calvinistas, e por considerar que o Credo dos Apóstolos seria uma base consistente para união e comunhão cristã.
Seus amigos, no entanto, ficaram ao lado dele, e Calisto manteve a posição que ocupava na Igreja Luterana, ensinando teologia na Universidade de Helmstedt até sua morte. 